# Покорный, Петер
Петер Покорный (словац. Peter Pokorný; род. 8 августа 2001, Тренчин, Словакия) — словацкий футболист, полузащитник клуба «Реал Сосьедад», играющий на правах аренды за «МОЛ Фехервар».

## Карьера

### «Лиферинг»
В июле 2018 года попал в систему «Ред Булл», став игроком «Лиферинга». Дебютировал во Второй лиге 3 августа 2018 года в матче с «Форвертс». В июле 2019 года игрока подписал «Зальцбург», после чего на правах аренды снова оказался в «Лиферинге». 

### «Ред Булл Зальцбург»
В июле 2019 года игрока выкупил «Зальцбург». 

### «Санкт-Пёльтен»
В августе 2020 года отправился в аренду в «Санкт-Пёльтен». Дебютировал в Бундеслиге 13 сентября 2020 года в матче со «Штурмом». В Кубке Австрии сыграл в матче с «АТСВ Вольфсберг». 

### «Реал Сосьедад»
В июле 2021 года игрока выкупил «Реал Сосьедад», где Петер стал игроком второй команды. Сумма трансфера составила 2 миллиона евро. Дебют в Ла Лиге 2 состоялся 14 августа 2021 года в матче с «Леганес». 

## Карьера в сборной
Играл за национальные команды Словакии до 16, 17 и 20 лет. Был капитаном команды до 21 года. 